# ميهوك
دراكول ميهوك هو شخصية من أنمي ون بيس ويعتبر هو إبن اخ شانكس ذلك يعني انه شانكس عمه ويُلقب بعين الصقر، ميهوك هو القرصان الذي يعتبر أقوى سياف في العالم و كان أحد أمراء البحر السبعة (شيتشيبوكاي). ولذلك، يجب على زورو الكفاح من أجل استكمال حلمه وهزيمته لكي يصبح هو أقوى سياف في العالم. 

## ظهور
- أول ظهور له في الأنمي: الحلقة 24

- أول ظهور له في المانغا: الفصل 50

## قصة حياته
في السابق كان مدعوس من إمبراطور البحر «اليونكو» ذو الشعر الأحمر (شانكس)، ومستقبلاً أصبح أحد الشيتشيبوكاي (مساعدي حكومة العالم)، يرفض مبارزة شانكس عندما علم أنه قد فقد يده اليسرى لأنه خاف أن تتشوه  سمعته لأنه سيخسر من شخص بيد واحده.    في سبيل إنقاذ مونكي دي لوفي، إتجه ميهوك إلى شانكس عندما رأى القبعة القشية الخاصة بشانكس يرتديها لوفي.
قطع ميهوك وعداً لشانكس بأن لا يعترض طريق لوفي ألا إذا تحتم الأمر، وقد حدث ذلك فعلاً في معركة قراصنة اللحية البيضاء ضد البحرية.
اسم سيف ميهوك: سيف الليل ذو النصل الأسود.

## نبذة بسيطة
هذا السيف ذو النصل الأسود.. من أقوى السيوف في العالم .. قام بقطع الجليد عندما لاح بسيفه في وجه ملك القراصنة المُستقبلي، مونكي دي لوفي. يسافر ميهوك حول العالم على طوافة على هيئة تابوت وفيها شمعتان ملتهبتان بلهب اخضر وشراع اسود ومقعد وحيد، وهو يستطيع أن يعبر به عبر المحيطات العديمة الرحمة والقاسية، ومن ضمنها الجراند لاين، وهو الآن المبارز الأقوى في العالم، وهزيمته تعتبر الهدف الأول لرورونوا زورو، وهو قوي جداً، يستطيع أن يقطع بسيفه سفن القراصنة إرباً إرباً وإلى قطع غير مرئية، وأيضاً يستطيع أن يبعد الرصاص بأطراف سيفه، وهو يستطيع أن يدافع و بسهولة ضد السيوف الأسطورية، سيفه يـُعتبر سيفه من أقوى السيوف في عالم «ون بيس» ويبلغ طوله 6 أقدام وقد قسم به سفينة القرصان دون كريج إلى نصفين.
يجدر بالذكر أن في استطلاع الفانز الأخير لون بيس لأفضل الشخصيات، ميهوك حصل على المركز الثامن والمركز الأول كأكثر شخصية محبوبة في الأنمي مما يجعله الشخص الأكثر شعبية خارج طاقم لوفي.
خلال الفترة التي تفرّق فيها طاقم لوفي، كوما أرسل زورو إلى جزيرة ميهوك الخاصة جزيرة نائية لا يوجد فيها إلا حضارة انتهت و فتاة الهولو و قصر ميهوك
قام عين الصقر (ميهوك) بتدريب زورو بعد أن طلب منه أن يقضي على القردة الناسخة للحركات فأجاب زورو بأنه قد قضى عليها كلها، فبدأ تدريب ميهوك لزورو، بعد السنتين ظهر زورو بعين واحدة، وهذا يدل على قسوة تدريبات ميهوك.